# Contea di Barkly
La contea di Barkly è una delle 16 local government areas che si trovano nel Territorio del Nord, in Australia. Essa si estende su di una superficie di 322.514 chilometri quadrati ed ha una popolazione di 8.137 abitanti. La sede del consiglio si trova a Tennant Creek.